# Talchum
Talchum (koreanisch: 탈춤) ist ein traditioneller koreanischer Maskentanz, wobei in seiner Darbietung durch Tanz, Gesang, musikalische Begleitung und Sprache, Geschichten erzählt, Komödien und Tragödien gespielt und Herrschende karikiert und kritisiert werden. Viele Aufführungen können auch als Theaterdarbietung verstanden werden.

## Namensherkunft

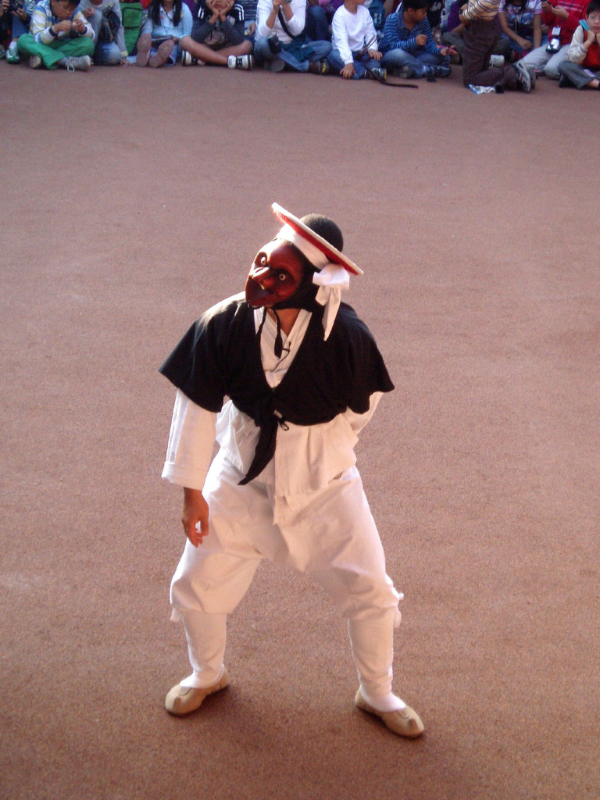
Maskentanzdarbietung in dem historischen Dorf Hahoe

Talchum heißt wörtlich übersetzt Maskentanz, wobei 탈 = Maske und 춤 = Tanz bedeutet.
Heute wird umgangssprachlich jede tänzerische Darbietung, die mit Masken vorgenommen wird, fälschlicherweise als Talchum bezeichnet. Talchum war aber ursprünglich die Bezeichnung für einen Maskentanz, der aus der Hwanghae-Provinz (황해도) stammte. In anderen Regionen hatten die Tänze oder Darbietungen andere Namen, wie z. B. Sandae Nori (산대 노리), der aus der Region von Seoul (서울) und Gyeonggi-do (경기도) stammte oder Saja Noreum (사자 노름), der Löwentanz, der ursprünglich aus der Provinz Hamgyeong-do (함경도) kam. So haben die unterschiedlichen Tanzstile aus den unterschiedlichen Ursprungsorten unterschiedliche Namen.

## Geschichte
Die Tradition der koreanischen Masken geht zurück bis in die Silla-Zeit (신라) (668–935). Einer Legende nach tanzte und sang Cheoyong (처용), ein Fremder, der 879 n. Chr. unter König Heongang Wang (헌강왕) (875–886) in Silla eingebürgert wurde, vor seinem Haus, um den bösen Geist der Pocken, der seine Frau befallen hatte, zu vertreiben. Als dies ihm gelang, versprach der Geist, nie wieder gegenüber Cheoyongs Antlitz aufzutauchen. Da die Menschen seinerzeit glaubte, dass Krankheiten von bösen Geistern kommen, benutzten sie der Legende nach Masken mit Cheoyongs Antlitz gegen die bösen Geister. Später entwickelten sie Rituale und stellten Masken zum Schutz vor den Geistern vor dem Eingang ihrer Dörfer oder Häuser. Je hässlicher und furchterregender die Masken waren, umso größer war der Schutz, die sie ihnen nach ihrem Aberglauben boten.
Die älteste bekannte koreanische Maske, ist die Bangsangssi Maske aus der Zeit der Silly-Dynastie. Sie stammt aus dem 6. Jahrhundert n. Chr.
Der älteste bekannte Maskentanz, bei dem der Tänzer eine Maske trug, ist der Cheoyongmu oder der Tanz von Cheoyong. Er hatte sich in der Goryeo-Zeit ab dem 9. Jahrhundert entwickelt und wurde zu exorzistischen Riten getanzt. Später entwickelte sich daraus ein schauspielerischer Tanz.
Die Hahoe-Masken sind, so vermutet man, in der Mitte der Goryeo-Zeit (고려) (918–1392) entstanden. Elf von ihnen sind überliefert und wurden 1964 zum Nationalschatz Nr. 121 erklärt. Sie sind im National Museum of Korea zu besichtigen.
Den Maskentanz als Theateraufführung gibt seit der Joseon-Zeit, in der zu Anfang am Königshof Sandae-Dramen aufgeführt wurden. Die Künstler dafür wurden von dem Sandaedogam (산대도감) genannten Regierungsamt verwaltet. Nachdem dieses Amt aufgelöst wurde, verschwanden die Dramen auch vom Hofe, wurden später aber als Volksstücke zur Unterhaltung der bürgerlichen Gesellschaft weitergeführt.
Als Tanz oder als Theateraufführung haben sich über die Jahrhunderte in den verschiedenen Provinzen und Regionen Koreas unterschiedlich Masken, Kostüme, Stile und Darbietungen entwickelt und besitzen unverwechselbare Merkmale.
Nach dem Koreakrieg änderte sich dies. Besonders der Maskentanz, der eigentlich im Norden Koreas beheimatet war, wurde von den nordkoreanischen Flüchtlingen in den Süden Koreas gebracht und dort etabliert. Die Stile Bukcheong Saja Noreum, Bongsan Talchum, Gangnyeong Talchum und Eunyul Talchum sind hier in erster Linie in unveränderter Form zu nennen.

## Verschiedene Maskentänze

### Bukcheong Saja Noreum

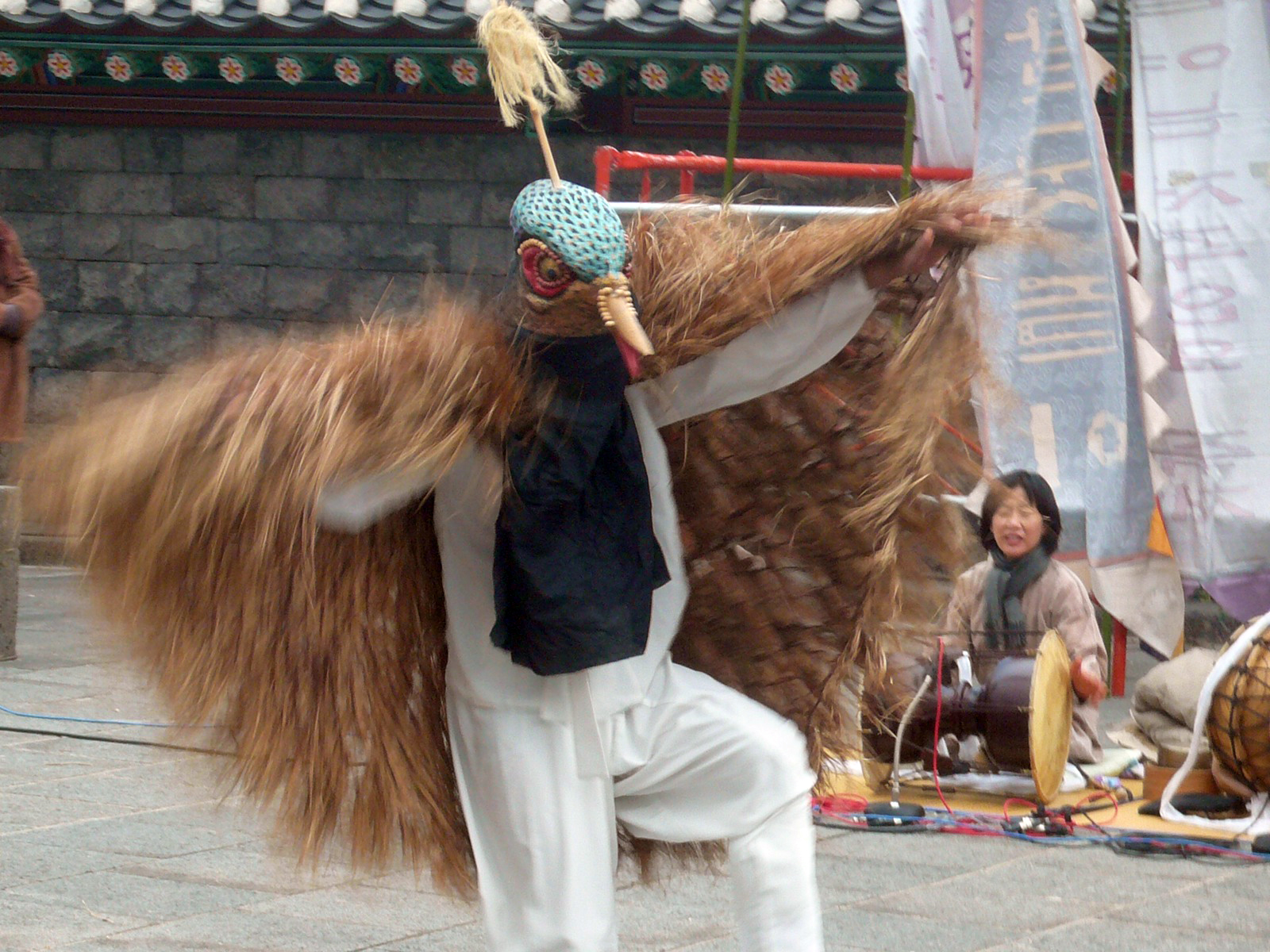
Maskentanz

Der Bukcheong Saja Noreum oder in Kurzform Saja Noreum (사자 노름) (Löwentanz) genannt, stammt aus Hamgyeong-do (함경도), der nordöstlichsten Provinz des Koreas der Joseon-Zeit. Der Tanz wird musikalisch begleitet von drei Instrumenten, der Janggu (장구), der Jing (징) und einer sechslöcherige Bambusflöte. Der Tanz wird von zwei Personen vollzogen, einer die den Kopf des Löwenkostüms hält und die Art und Folge der Bewegungen und der Figuren vorgibt. Die zweite Person bildet den Körper und das Hinterteil des Löwen. Ursprünglich wurde der Löwentanz als Ritual ausgeführt, um böse Geister abzuhalten oder wurde in der ersten Vollmondnacht des neuen Jahres getanzt, um Glück zu bringen, eine gute Ernte im Jahr und Wohlstand für das Dorf. Der Löwentanz wurde häufig auch noch von anderen Darbietungen begleitet.
In der heutigen Darstellung des Löwen ist das Fell nicht mehr dunkelfarbig, sondern zumeist weiß.

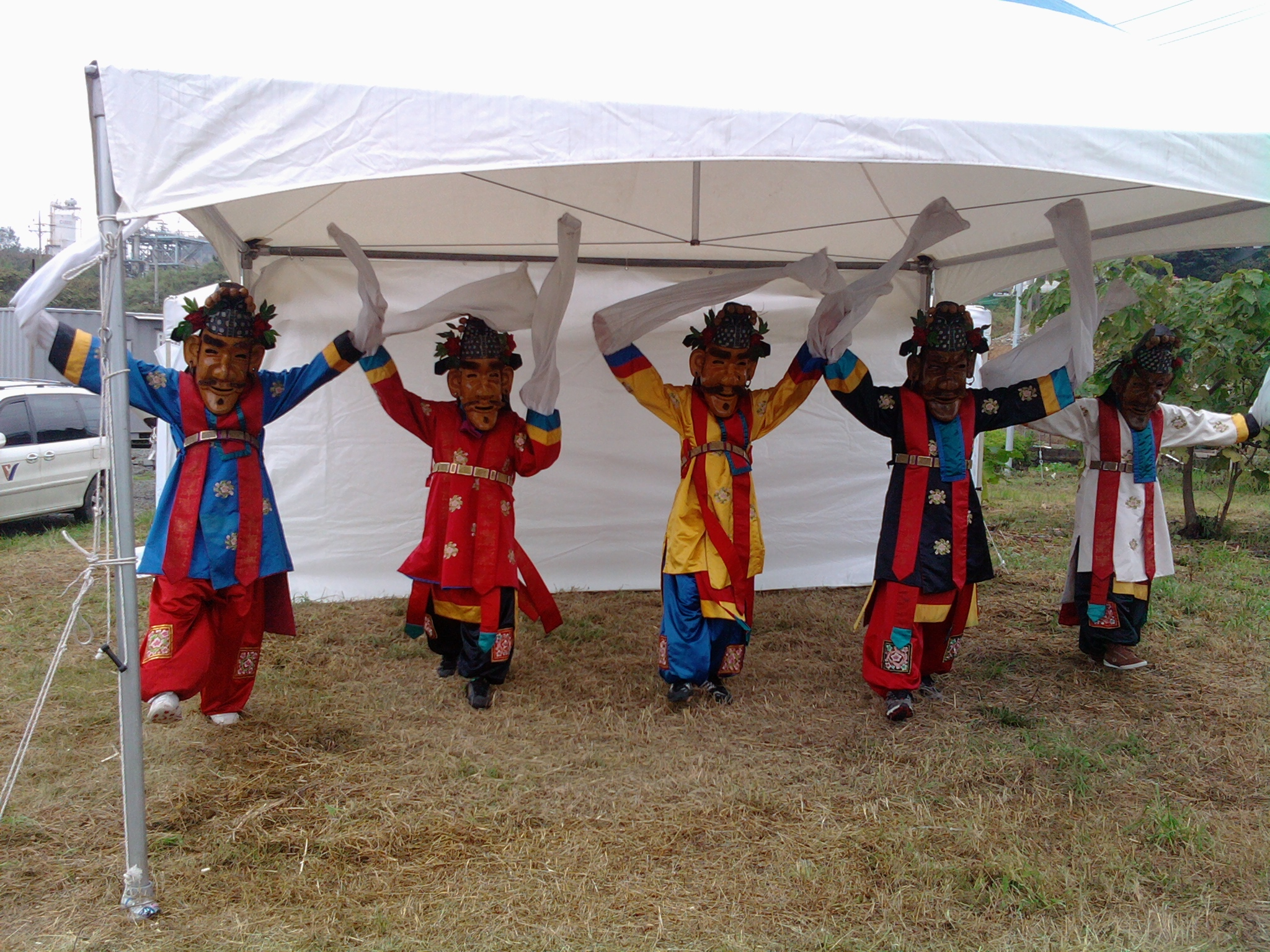
Cheoyongmu-Tänzer

### Cheoyongmu
Cheoyongmu wird von fünf Männern in verschiedenfarbigen Kostümen, aber derselben Maske dargestellt. Sie stellen die vier Himmelsrichtungen und ein Zentrum dar. Die hellbraunen Masken haben weiße Zähne, Ohrringe und einen schwarzen Hut, der zur Abwehr des Bösen und als Einladung für glückbringende Energien mit zwei Pfingstrosenblüten und sieben Pfirsichen geschmückt ist. Der kraftvolle Tanz in verschiedenen Tempi wird von lyrischen Liedern unterbrochen.

### Haeseo Talchum
Der Haeseo Talchum Stil (해서 탈춤) kommt ursprünglich aus der Provinz Hwanghae-do (황해도), heute in Nordkorea liegt. Die drei bekanntesten Varianten tragen den Namen der Region aus der sie kommen, Bongsan, Gangnyeong und Eunyul.

#### Bongsan Talchum
Der Bongsan Tachum (봉산 탈춤) ist die bekannteste Variante des Haeseo Talchum Stils. Zuerst wurde der Tanz zu Buddhas Geburtstag am 8. Tag des 4. Mondmonats aufgeführt. Später, nachdem er seine religiöse Bedeutung verlor, wurde er nahezu an jedem 5-Tages-Markt zelebriert und einmal im Jahr zum Dano (단오), dem koreanischen Frühlingsfest am 5. Tag des 5. Mondmonats, auf größerer Bühne aufgeführt. Entsprechend historischen Aufzeichnungen hat das Ereignis bis zu 20.000 Menschen angezogen. Die Kostüme waren farbig, wobei aus den Ärmeln heraus lange weiße Stoffbänder getragen wurden. Diese wurden während der Darbietung ruckartig bewegt, was dem Ausdruckstanz eine besondere Note gab und die Geste unterstützte. Während des Tanzes, der aus sieben Szenen besteht, sprachen die Tänzer, die von den lokalen Verwaltungen der Regionen gestellt wurden, chinesische Verse, begleitet von traditioneller Trommelmusik.
Der Bongsan Tachum ist heute auch in Südkorea sehr verbreitet und wird an Tanzschulen gelehrt.

#### Eunyul Talchum

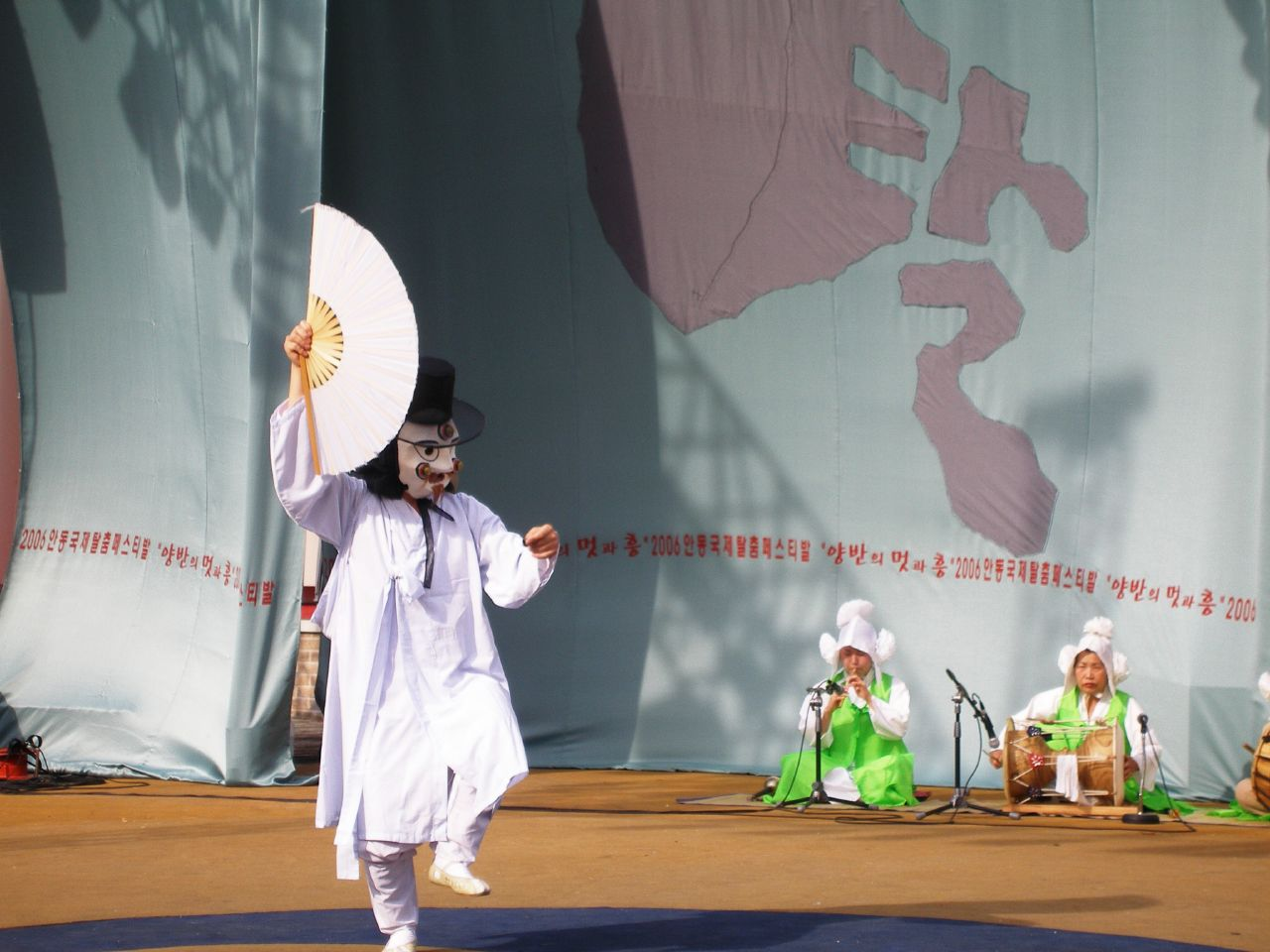
Eunyul Talchum

Im Unterschied zum Bongsan Tachum besitzt der Eunyul Talchum (은율 탈춤) lediglich sechs Szenen, deren sprachliche Begleitung in der Alltagssprache der einfachen Leute ausgeführt war. Die erste Szene wurde mit dem Tanz des weißen Löwen eröffnet. Die Tänzer waren zumeist Bauern oder einfache Leute.

#### Gangnyeong Talchum
Der Gangnyeong Talchum (강영 탈춤) unterscheidet sich vom Bongsan Tachum in seiner eleganten und sanften Ausführung. Er besitzt acht Szenen und die Kostüme sind einfacher ausgeführt. Der Tanz hatte sich seinen religiösen Charakter erhalten, wogegen der Bongsan Tachum zum Vergnügen und zur Unterhaltung getanzt wurde. Entsprechend unterschieden sich auch die Art der Masken.

### Sandae Nori
Sandae Nori (산대 노리) ist eine Art Maskentanz der in Seoul und der Provinz Gyeonggi-do (경기도) beheimatet ist. Der Tanz wurde zu Beginn der Joseon-Zeit zur Begrüßung von Gesandten oder bei königlichen Ereignissen am Hofe aufgeführt.
산대 bedeutet so viel wie eine provisorisch erhöhte Bühne und 노리 bedeutet Spiel. So waren die Aufführungen auch mehr als Drama zu verstehen, die am Hofe aufgeführt wurden. Die Künstler wurden vom Sandaedogam (산대도감), einem Büro, das der Regierung unterstellt war, engagiert und gestellt. Nachdem das Büro geschlossen worden war, wurden die Dramen als Volksstücke für die bürgerliche Gesellschaft aufgeführt.
Sandae Nori umfasste acht Kapitel,
- Sangjwachum, ritueller Tanz junger Mönche,
- Omjung und Sangjwa Nori, Episoden eines sündigen Mönches, der von Krätze befallen war und jungen Mönchen,
- Meokjung und Omjung Nori, Episoden des sündigen Mönches und einem schwarzen Mönch,
- Yeonnip und Nunggeumjjeogi Nori, Episode eines rechtschaffenen Priesters mit übersinnlichen Kräften und einem blinzelnden Priester,
- Palmeokjung Nori, Episode von acht unwerten Mönchen,
- Nojang Nori, Episode eines sittliche verkommenen alten Mönches,
- Saennim Nori, Episode eines schwachsinnigen Adligen,
- Sinhalbi und Miyalhalmi Nori, Episode eines alten Paares.[9]

#### Songpa Sandae Nori
Songpa Sandae Nori (송바 산대 노리), dass sich in Songpa (송바), das heute ein Distrikt im Südosten von Seoul ist, entwickelte, unterscheidet sich nicht grundsätzlich von Yangju Sandae Nori. Die verwendeten Masken waren oval und etwas ausdrucksstärker als die aus Yangju.

#### Yangju Sandae Nori
Yangju Sandae Nori (양주 산대 노리) stammte aus dem Distrikt Yangju (양주), der heute Landkreis nördlich von Seoul liegt. Die Masken hier waren etwas rundlicher gehalten.

### Seonanggut Talchum
Der Seonanggut Talchum (선안꿑 탈춤) wurde als Teil schamanistischer Rituale aufgeführt.

#### Hahoe Byeolsingut Talnori

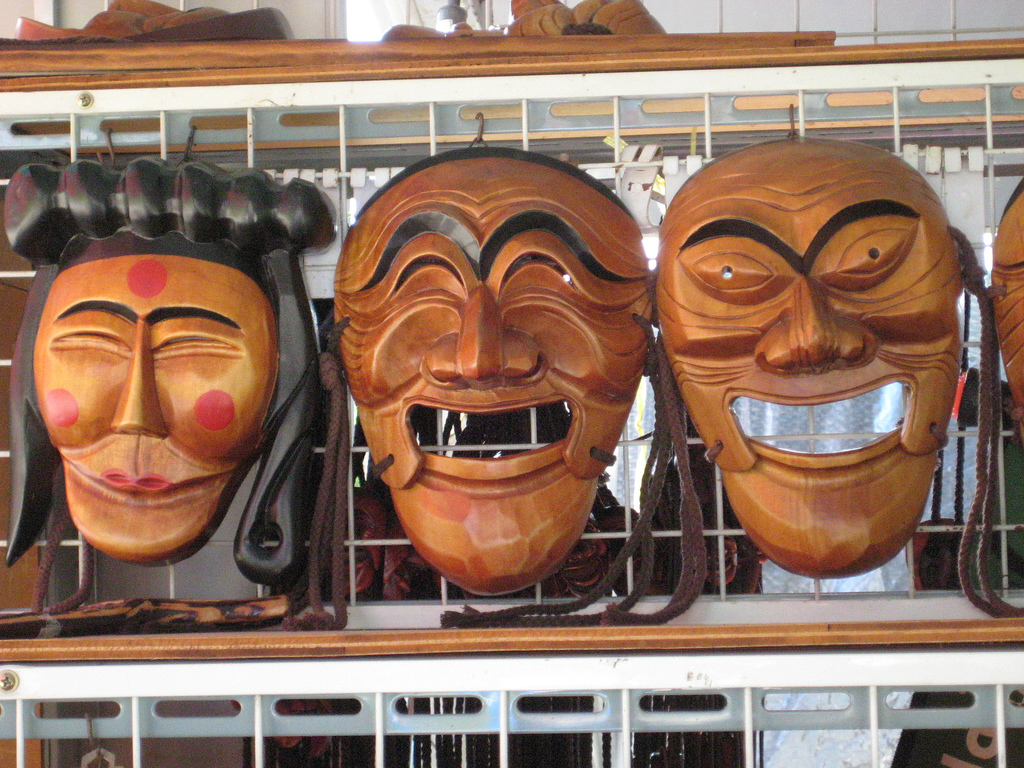
Hahoe-Masken

Der Hahoe Byeolsingut Talnori (하회 별신궅 탈노리) ist ein Maskentanz, der aus dem Dorf Hahoe (하회) nahe Andong (안동) aus der ehemaligen Provinz Gyeongsang-do (경상도) stammt. Die Bewohner des Dorfes unterhielten Rieten, die göttliche Wesen verehrten, die das Dorf angeblich beschützten. Der Name Byeolsingut bezeichnet ein spezielles schamanistisches Ritual, das alle fünf Jahre oder zehn Jahre abgehalten wurde.
Der Tanz besteht aus acht Szenen, wobei die beiden letzten Szenen dafür bestimmt sind, den beschützenden Geist oder Gott milde zu stimmen. Der Hahoe Byeolsingut Talnori ist einer der ältesten bekannten Maskentänze Koreas. Elf seiner Masken, die erhalten sind, stammen aus der Zeit der Goryeo Dynasty (고려) (918–1392) und werden im Nationalmuseum aufbewahrt. Die aus Holz gefertigten Masken, verkörpern folgende Charaktere: Gaksi (die Braut), Yangban (der Adelige), Seonbi (der Gelehrte), Bune (die kokette junge Frau), Jung (der buddhistische Mönch), Baekjeong (der Fleischer), Halmi (die alte Frau), Choraengi (der Diener des Adeligen), zwei Juji (Löwen) und die unfertige Maske Imae (der verrückte Diener des Gelehrten).

### Yaryu oder Deulloreum
Der Yaryu (야류) Maskentanz oder auch Deulloreum (들로름) genannt, stammt aus der Gegend um Busan, östlich des Nakdonggang-Flusses.

#### Suyeong Yaryu
Der Suyeong Yaryu (수영 야류) stammt aus dem Distrikt Suyeong. Der Tanz besitzt vier Abschnitte, die alle in ihrer Ausführung recht kurz sind. Die Variationen der Masken ist begrenzt. Das Tanz beginnt laut und aufbrausend und endet mit einem Tauziehen um den Teamgeist zu fördern.

#### Dongrae Yaryu
Der Dongrae Yaryu (동래 야류) entwickelte sich später als der Suyeong Yaryu und besteht ebenfalls aus vier Abschnitten. Er beginnt mit der Szene über einen Adeligen, gefolgt von einer Szene über einen Leprakranken und einer alten Frau. Die letzte Szene bildet der Löwentanz, der gegen einen Tiger kämpft.

### Ogwangdae
Der Ogwangdae (오광대) ist der Maskentanz der fünf Clowns. Der Tanz, der westlich des Nakdonggang-Flusses beheimatet ist, besaß ursprünglich fünf Abschnitte. Der Ogwangdae und der Yaryu sollen gleichen Ursprungs sein.

#### Gasan Ogwangdae
Der Gasan Ogwangdae (가산 오광대) wird heute in sechs Szenen ausgeführt, wobei die erste von den fünf Göttern der fünf Richtungen (vier Himmelsrichtungen und das Zentrum) zelebriert wird. Eine weitere Besonderheit des Tanzes stellt die Szene dar, in der der Adelige stirbt und eine alte Frau für ihre rechte kämpft, unüblich für jene patriarchale Zeit. Die Schlussszene ist den fünf Schamanen gewidmet. In den Darbietungen können 30 verschiedene Masken verwendet werden.

#### Goseong Ogwangdae
Der Goseong Ogwangdae (고성 오광대) besitzt seine ursprünglichen fünf Szenen und kritisiert in seiner Ausführung die Adeligen nicht so stark, wie in den anderen Tänzen. Der Tanz nutzt 19 verschiedene Masken und eine Puppe.

#### Tongyeong Ogwangdae
Der Tongyeong Ogwangdae (통영 오광대놀이) besteht ebenfalls aus den ursprünglichen fünf Szenen, besitzt aber nicht den Tanz für den Exorzismus oder die Kritik an den abtrünnigen Mönch. Stattdessen wird der Adel hier viel stärker kritisiert als in anderen Maskentänzen Koreas.

## Immaterielles Kulturerbe der Menschheit
Talchum wurde inzwischen mehrfach als Immaterielles Kulturerbe der Menschheit gewürdigt. 2009 wurde mit Cheoyongmu eine Variante des Maskentanzes in die Liste aufgenommen, 2022 folgte Talchum selbst. Der Text zur Einschreibung hebt hervor, dass diese Kunst seit den 1970ern und 1980ern großen Zuspruch bei Studenten und anderen jungen Leuten gefunden hat, die den Dialog mit dem Publikum und die Möglichkeit schätzen, soziale Kritik zu äußern.

## Fotogalerie

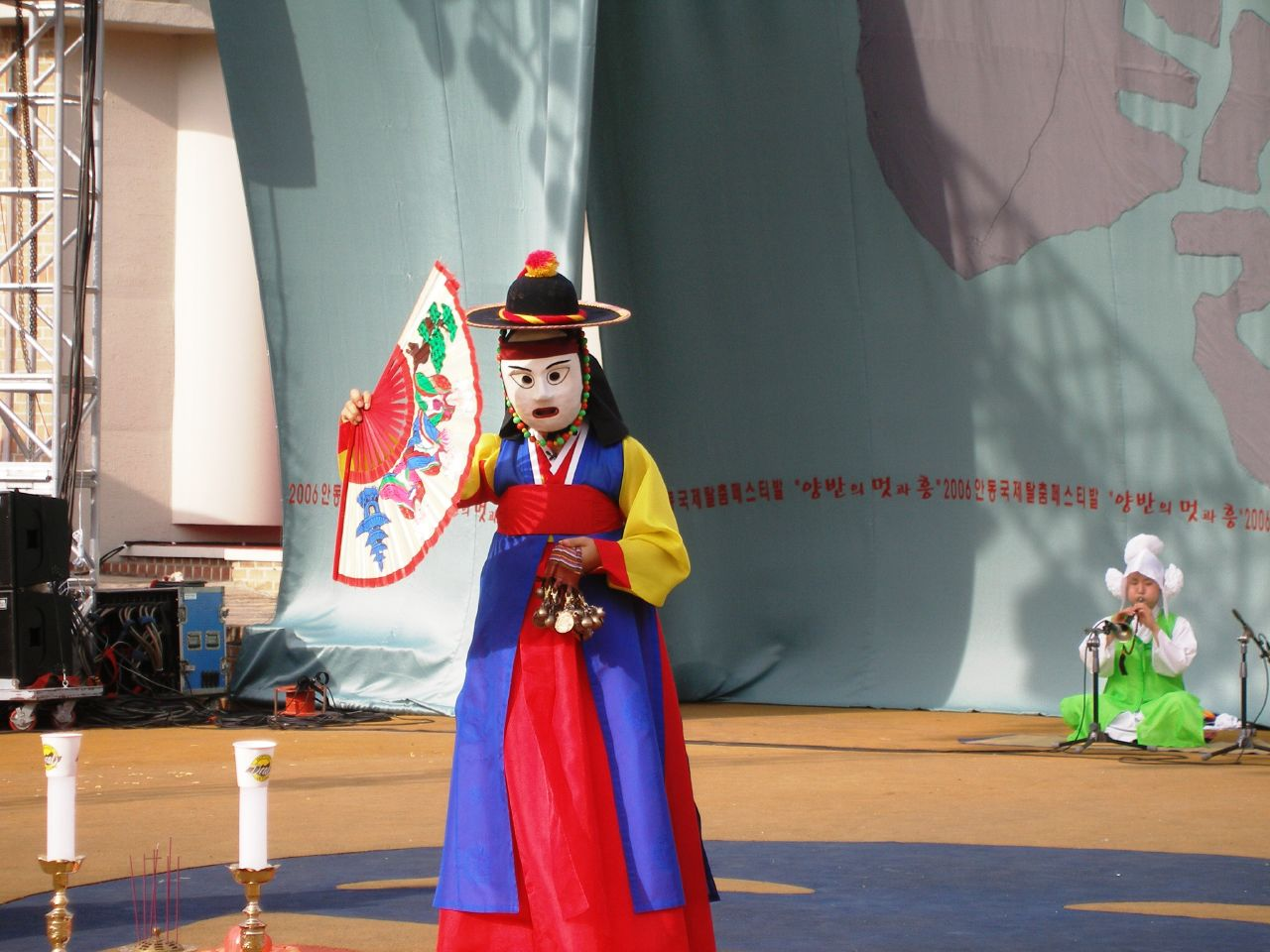
Eunyul Talchum
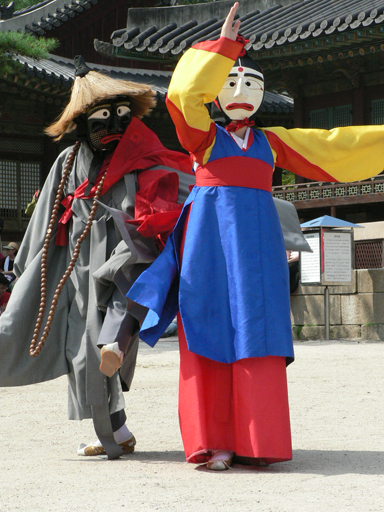
Songpa Sandaenori
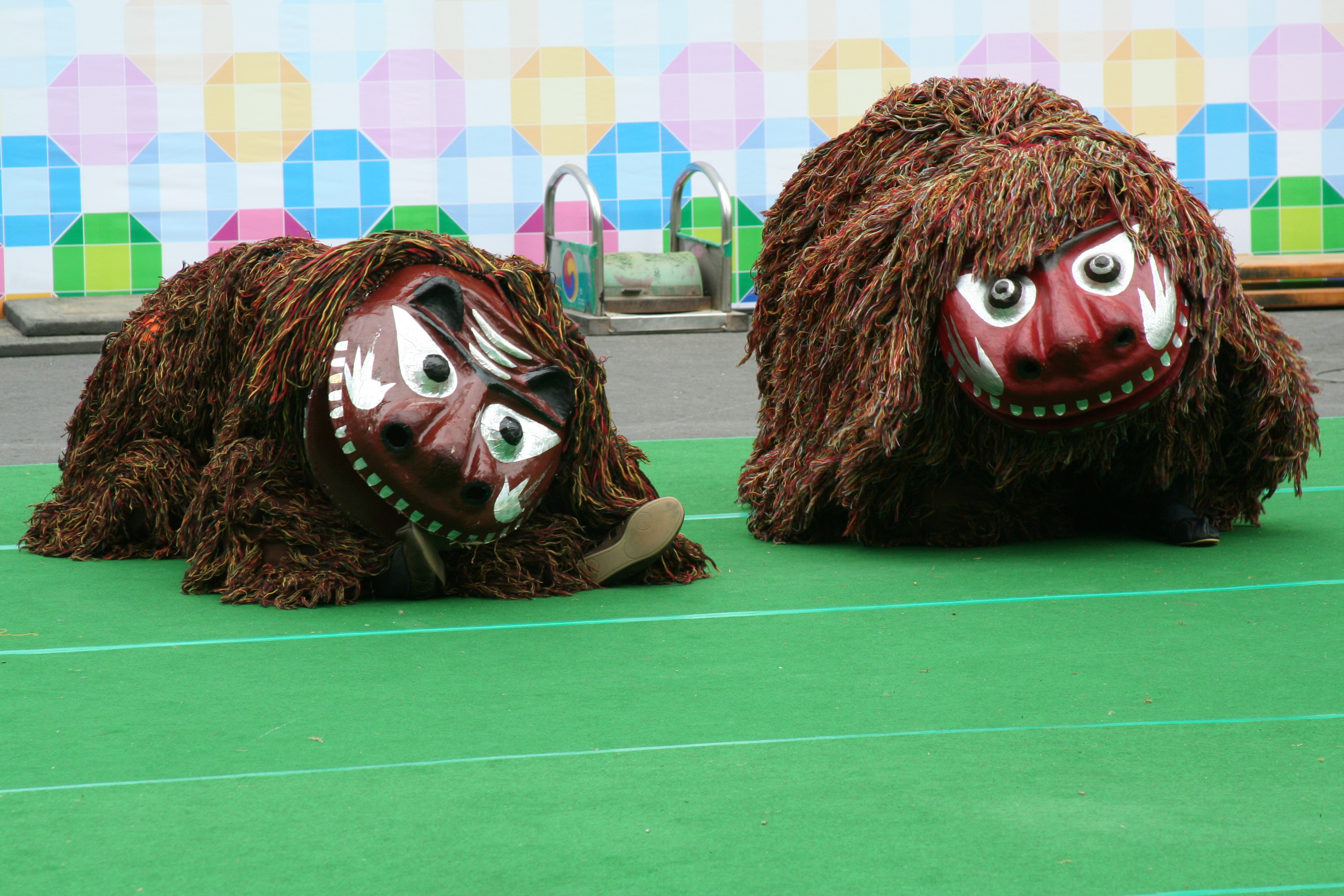
Bukcheong Saja Noreum
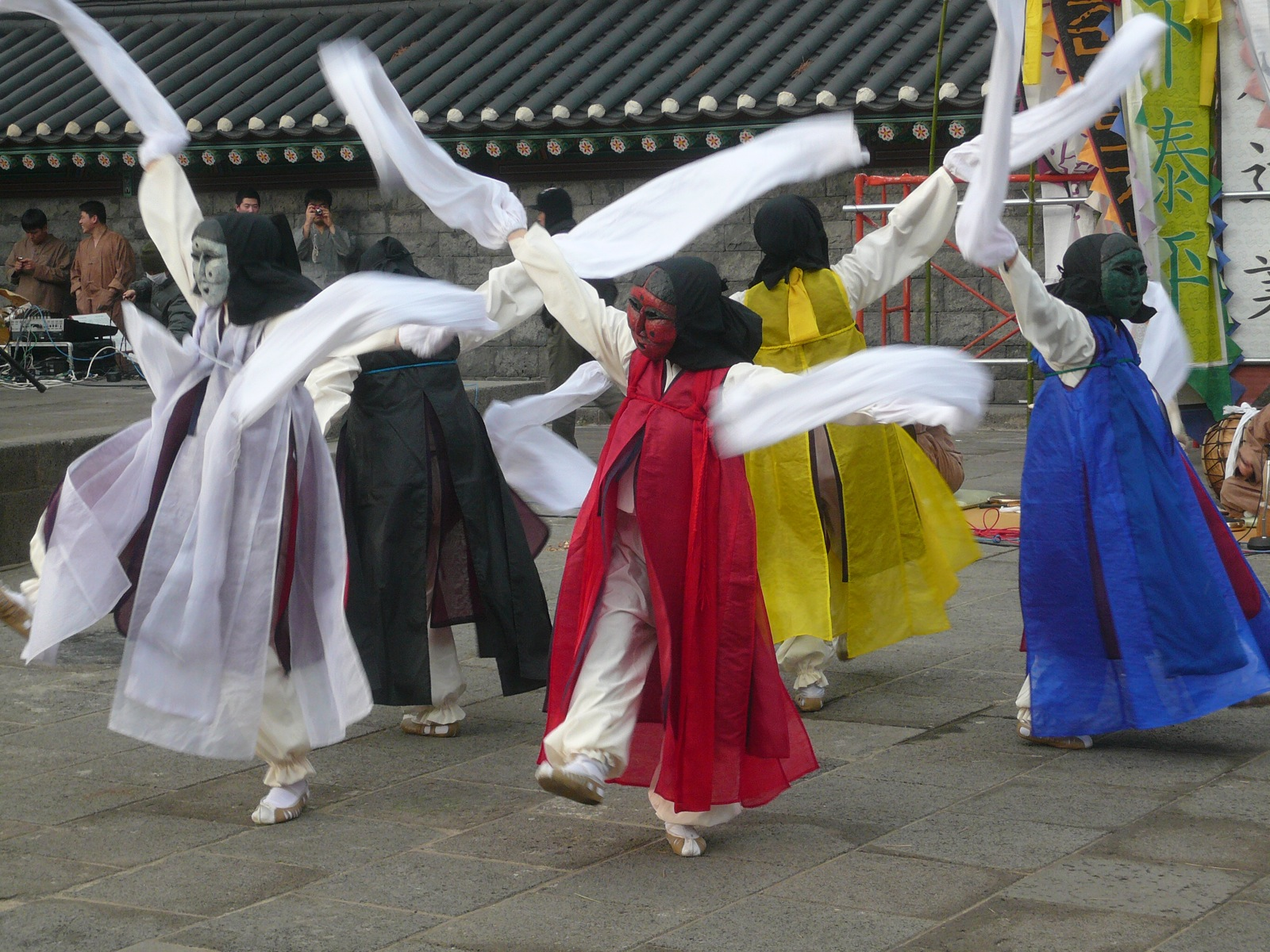
Obanggaksi Chum
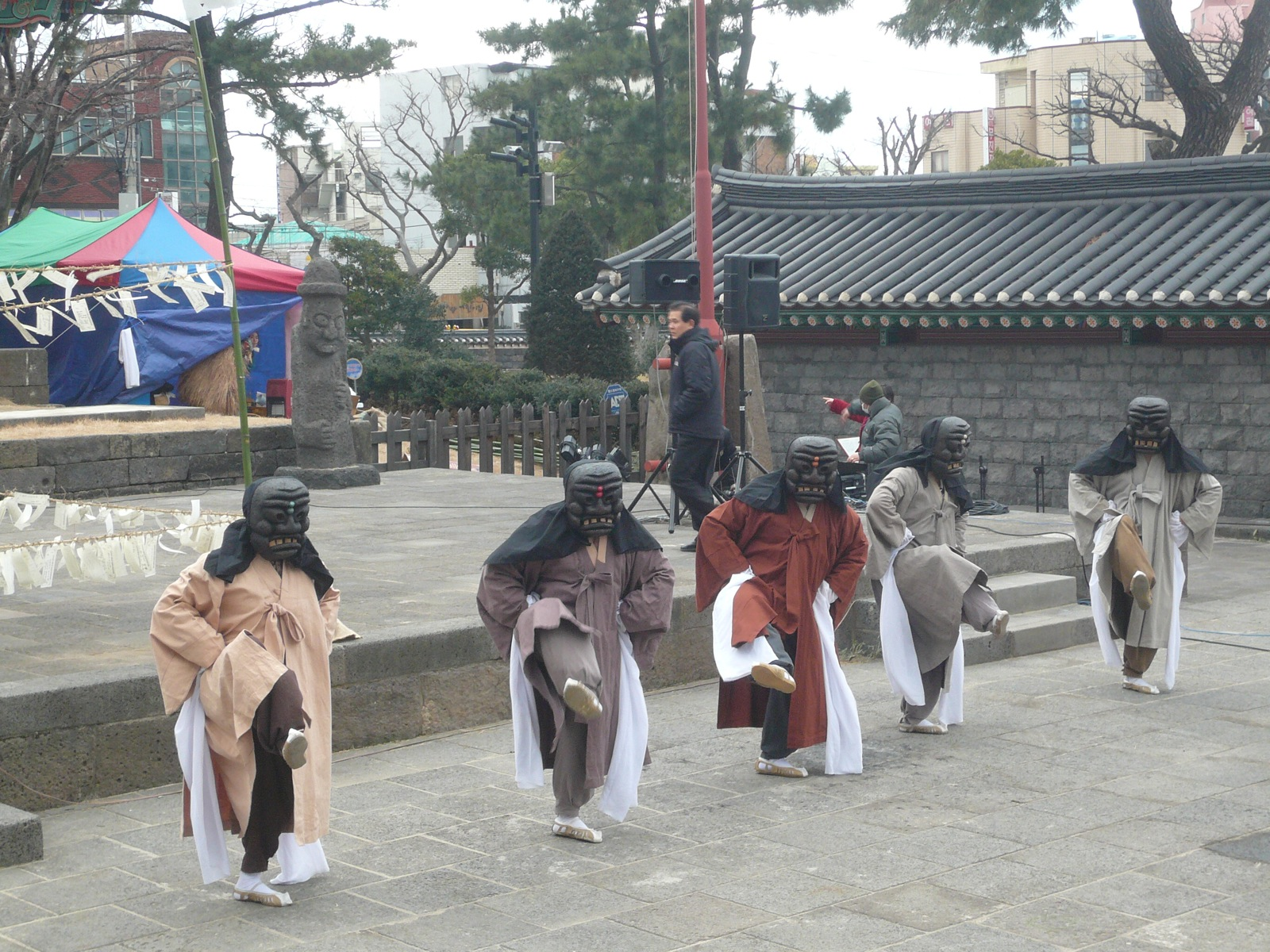
Dolhareubang Talchum
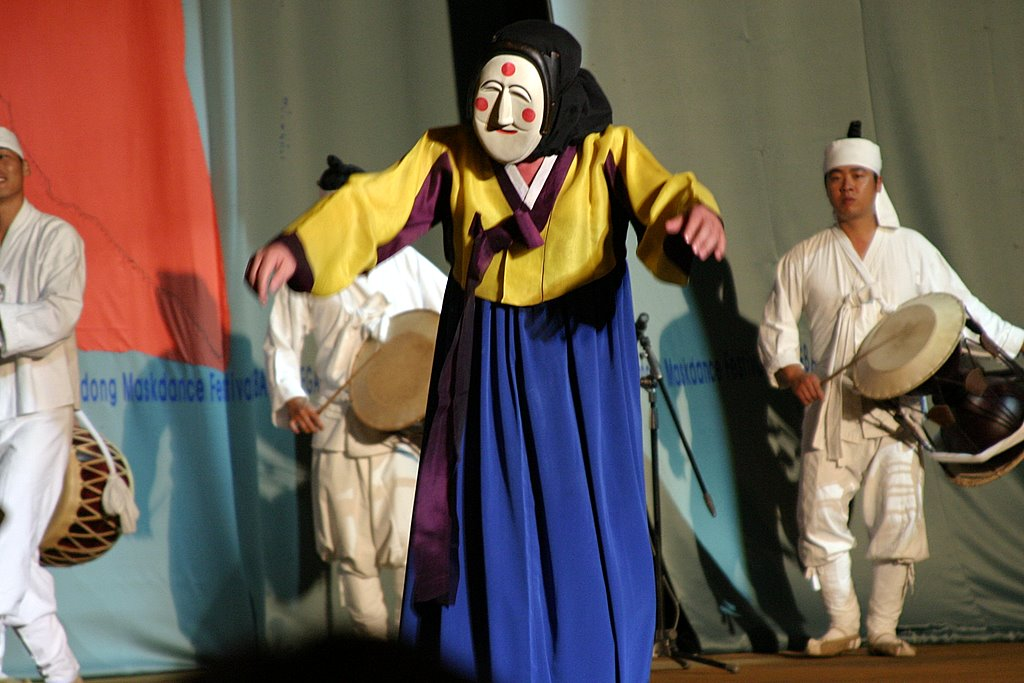
Hahoe-Maskentanztheater
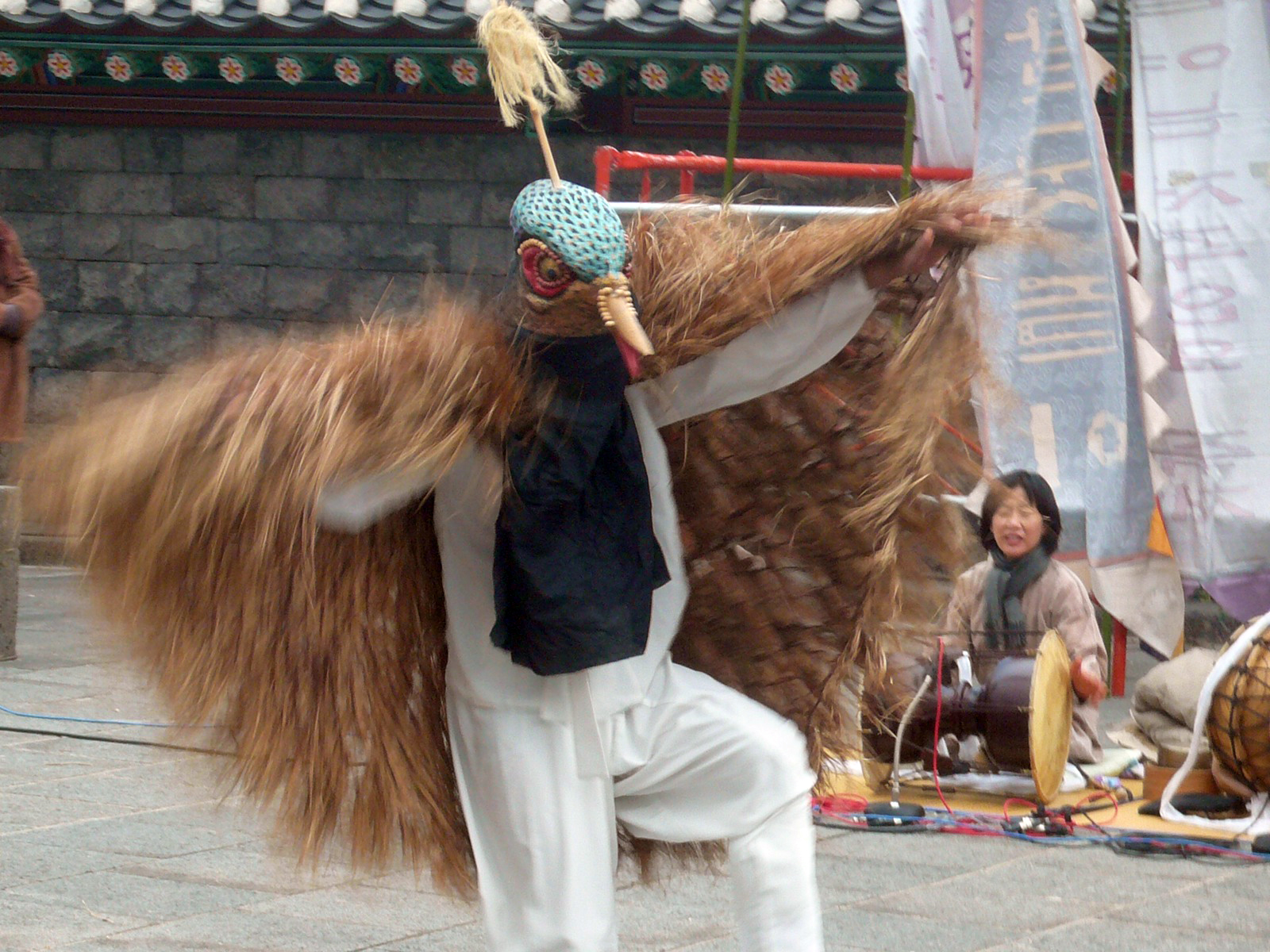
Anderer Maskentanz